# 長崎屋火災
長崎屋火災（ながさきやかさい）とは、1990年（平成2年）3月18日12時30分頃に兵庫県尼崎市神田中通4丁目のスーパーマーケット「長崎屋尼崎店（Big-Off尼崎店）」（鉄筋コンクリート造、地下1階、地上5階建、屋上塔屋2階建、延床面積5,151.245平方メートル）で発生した火災である。死者15人、負傷者6人に及ぶ被害を出した。
警察の検証結果によれば、何者かが建物に放火したとされている。本件火災は、消防表示制度「適マーク」の交付対象建物からの出火ということで、スプリンクラー設置基準および適マーク交付基準を見直すきっかけとなった。

## 概要
1990年3月18日12時30分頃、神田中通4丁目（中央四番街）にある「長崎屋尼崎店（Big-Off尼崎店）」で、4階インテリア売場に展示されていた商品のカーテンから火の手が上がっているのを同階寝具売り場にいた女性が発見した。他の店員らと共に消火器や屋内消火栓設備による初期消火を試みるが、火の回りが早く、いずれも猛火と猛煙の前に消火を断念する。
この頃、5階事務室より119番通報がなされ、およそ10分で消防隊が現着するが、既に4階はフロア全体が炎に包まれていた。4階よりも下層階にいた客は、従業員らの誘導で建物の外へ避難を完了したが、上階の5階に滞在していた客や従業員計22人が逃げ遅れたままとなった。延焼階（4階）と5階の防火扉の閉鎖がなされず、火災によって発生した猛煙は5階へ拡散していった。
5階に滞在していて逃げ遅れた者のうち、1人は階段から避難し、5階事務室と同階従業員食堂の窓からは4人が救出され、5階窓から隣の建物へ飛び降りた2人は重傷を負ったものの、その後に消防隊によって救出された。本件火災による人的被害は死者15人（従業員12人、客3人）、重軽傷者6人となった。死亡者計15人は、5階従業員食堂や同階ゲームコーナーで煙に巻かれたことにより命を落とした。

## 被害拡大の要因

### 店側の要因
火災があった長崎屋尼崎店は、1970年（昭和45年）に開業した地上5階・地下1階の大型商業施設で、1988年（昭和63年）11月からは、ディスカウント業態の「Big-Off尼崎店」として営業していた。
同店では火災の前年に消防訓練を2度実施していたが、普段から火災報知器の誤作動が多発していたため、実際に起きた火災に際し、従業員の初動対応が遅れ、初期消火に失敗した。また、スプリンクラーは火災発生当時の消防法令の設置基準に基づき同店には設置されていなかったが、火災報知機を始め、防火扉、避難通路といった設備は、各法令の基準に従って適切に設置されていた。しかしながら、階段や防火扉、避難通路の前には、テレビ等の商品が入った段ボール（バブル経済による在庫確保最優先が背景にあったと見られる）が積み置かれており、階段を倉庫代わりに使っていた実態があった。これらの段ボール類が防火扉を遮る形になり、火災発生時に防火扉が全て閉まらず、火災によって発生した多量の煙を5階に蔓延させる結果となった。
避難経路上への段ボール類の積み置きは、非常事態発生時の障害となるため、尼崎市消防局が5度に渡って同店に指導を行っていた事が後に明らかとなっている。

### 人的被害の状況および要因
4階売場に大量に陳列されていた化学繊維商品が燃焼し、その結果によって一酸化炭素やシアン化水素などを含む煙（有毒ガス）が多量に発生し、上階へ流入した。死亡者15人の死因は、全員が一酸化炭素中毒によるものだった。焼死者は1人もいなかった。
出火場所は4階であり、延焼範囲も4階フロア（814平方メートル）が中心だった。死亡者全員が発見された5階は、延焼による被害を全く受けていなかった。したがって一酸化炭素を含む煙（有毒ガス）の回りが極めて速かったことが多くの死者を出す要因となった。
5階従業員食堂や同階ゲームコーナーと同じフロアにあった放送室は、小さく区画された密閉空間だったために、煙（有毒ガス）による汚染の影響は少なく、放送室の中に避難した従業員は、全員が無事に救出されている。また5階窓から隣の建物へ飛び降りて自力脱出した者も、すべて助かっている。

## その後
本件火災の出火原因は、火の気のないカーテン売場から火の手が上がったことなどから、兵庫県警の検証結果によって不審火によるものと断定された。火災発生から約2か月後には、店内や外部での目撃証言などから放火に関与した疑いがある不審人物6人の似顔絵が公開された。捜査対象者は約1900人に上ったが、不特定多数の客や業者らが出入りする白昼営業のスーパーマーケットの店内における犯行のため、被疑者の特定は困難を極め、犯人像や動機の解明につながる遺留品も無く、犯人検挙に繋がる有力な情報も乏しかったことから捜査は難航した。本件は、有力な手がかりが得られないまま被疑者の検挙には至らず、2005年に公訴時効を迎えた。長崎屋尼崎店は火災発生直後から無期限の休業となり、そのまま営業再開することなく1990年11月に閉鎖され、1993年に建物も解体された。その後は長らく更地となっていたが、2004年に跡地にマンションが建設された。
管理権原者および防火責任者に対する刑事裁判は、1993年（平成5年）9月13日、神戸地方裁判所尼崎支部において判決が言い渡された。元店長ら2名の被告に対して防火対策や避難誘導訓練を怠ったとして業務上過失致死傷罪により、両被告人ともに禁固2年6月・執行猶予3年の有罪判決が下され、刑が確定した。
この火災の発生以降、尼崎中央商店街では毎年3月18日を防災の日として消防訓練が行われている。